# Olaus Erici Chytraeus
Olaus Erici Chytraeus, född 1635 i Giresta socken, död 1707, var en svensk präst och riksdagsman.

## Biografi
Chytraeus far var Ericus Olai Krum (1610–1668), vars samtliga söner antog efternamnet Chytraeus. Olaus Erici blev student vid Uppsala universitet 1649 och prästvigdes 1658. Samma år tillträdde han som komminister i Litslena socken och 1686 som kyrkoherde i Torstuna socken. Olaus Erici höll sig med ett vapen som återfinns som sigill på vissa skrifter. Vapnet utgörs av en sköld, som inramar ett träd som växer upp från mark. Skölden kröns av en hjälmprydnad. 
Olaus Erici var hov- och huspredikant hos riksdrotsen greve Per Brahe den yngre 1661. Chytraeus blev även riksdagsman 1675. Han gifte sig c1670 i Torstuna med Maria Stiernman, dotter till kyrkoherden där, Olaus Nicolai Upsaliensis Bothniensis (en son till ärkebiskop Nicolaus Olai Bothniensis och hans hustru Elisabeth Grubb från Bureätten) och Anna Pedersdotter Honthera. Deras son Anders Chytraeus blev kyrkoherde i Österåkers socken; Erik Chytræus blev justitieborgmästare i Malmö; Johan Chytraeus var advokatfiskal i Svea hovrätt och Olof Chytraeus tjänstgjorde som generalauditör och adlades senare till Riddercreutz.